# Công ước Stockholm về các chất ô nhiễm hữu cơ khó phân hủy
Công ước Stockholm về các chất ô nhiễm hữu cơ khó phân hủy (tiếng Anh: Stockholm Convention on Persistent Organic Pollutants) là hiệp ước quốc tế về môi trường, được ký vào năm 2001 và có hiệu lực kể từ tháng 5 năm 2004. Công ước Stockholm có mục đích loại bỏ hoặc hạn chế sản xuất và sử dụng các chất ô nhiễm hữu cơ khó phân hủy (persistent organic pollutant - POP).

## Lịch sử
Năm 1995, Hội đồng điều hành Chương trình Môi trường Liên Hợp Quốc (UNEP) lên tiếng kêu gọi hành động mang tính toàn cầu để đối phó với POP - những chất hóa học được định nghĩa là "khó phân hủy trong môi trường, tích tụ sinh học qua lưới thức ăn và gây nguy cơ tác động có hại cho sức khỏe con người và môi trường."
Sau lời kêu gọi này, Diễn đàn liên chính phủ về An toàn hóa chất (Intergovernmental Forum on Chemical Safety - IFCS) và Chương trình quốc tế về An toàn hóa chất (International Programme on Chemical Safety - IPCS) đã chuẩn bị một bản đánh giá 12 hóa chất được xem là gây hại nhiều nhất (12 chất này còn được gọi là "một tá bẩn thỉu").
Từ tháng 6 năm 1998 đến tháng 12 năm 2000, năm cuộc họp diễn ra để sửa soạn cho Công ước mới. Ngày 22-23 tháng 5 năm 2001, các phái đoàn đến dự hội nghị (tập hợp các đại diện toàn quyền) diễn ra ở Stockholm, Thụy Điển đã thông qua Công ước về các chất ô nhiễm hữu cơ khó phân hủy. Những cuộc thương thảo cũng hoàn tất vào ngày 23 tháng 5. Công ước có hiệu lực kể từ ngày 17 tháng 5 năm 2004 với sự phê chuẩn ban đầu của 151 bên ký kết. Họ tán thành loại bỏ chín trong số 12 hóa chất được đề xuất, giới hạn sử dụng chất DDT trong công tác kiểm soát sốt rét và cắt giảm việc vô ý tạo ra chất điôxin và furan.
Các bên tham gia cũng đồng ý với quy trình xem xét và bổ sung các hợp chất độc hại khó phân hủy khác vào Công ước nếu chúng thỏa các tiêu chí về mức độ khó phân hủy và mức gây hại đến nhiều quốc gia. Danh sách bổ sung lần đầu được tán thành tại cuộc họp diễn ra ở Genève, Thụy Sĩ vào ngày 8 tháng 5 năm 2009.
Tính đến tháng 5 năm 2013, có 179 bên đã tham gia Công ước Stockholm (gồm 178 quốc gia và Liên minh châu Âu). Một số nước vẫn chưa phê chuẩn Công ước, chẳng hạn Hoa Kỳ, Israel, Iraq, Italia và Malaysia.

## Tóm tắt các điều khoản
Nội dung chính của Công ước là việc yêu cầu các nước phát triển phải cung cấp mới cũng như bổ sung các nguồn tài chính và biện pháp nhằm xóa bỏ hoạt động sản xuất và sử dụng các POP, xóa bỏ việc vô ý tạo ra các POP nếu được, quản lý và tiêu hủy chất thải POP theo cách an toàn cho môi trường. Công ước cũng dự liệu việc bổ sung các chất mới vào danh sách thông qua việc ghi chú trong phần mở đầu.

## Ủy ban Xem xét Các chất ô nhiễm hữu cơ khó phân hủy
Công ước có điều khoản về quy trình nhận diện các POP để bổ sung vào Công ước và tiêu chí để xem xét đánh giá theo. Lần họp thứ nhất của Hội nghị các bên (COP1) diễn ra ở Punta del Este, Uruguay từ ngày 2 đến ngày 6 tháng 5 năm 2005 đã lập ra Ủy ban Xem xét Các chất ô nhiễm hữu cơ khó phân hủy (Persistent Organic Pollutants Review Committee - POPRC) với nhiệm vụ cân nhắc bổ sung các POP khác vào Công ước.
Thành phần Ủy ban này gồm 31 chuyên gia được các bên tham gia Công ước đề cử, lấy từ năm nhóm vùng thuộc Liên Hợp Quốc. Ủy ban sẽ xem xét bổ sung chất mới theo ba giai đoạn. Giai đoạn thứ nhất, Ủy ban xác định xem liệu chất đó có thỏa các tiêu chí được ghi trong phụ lục D của Công ước hay không (gồm tính khó phân hủy, tính tích tụ sinh học, tiềm năng lan truyền quy mô rộng trong môi trường - LRET, và độc tính). Nếu thấy thỏa, Ủy ban sẽ thảo ra hồ sơ nháp về nguy cơ của chất đó theo phụ lục E nhằm đánh giá chất đó có nguy cơ gây tổn hại đáng kể đối với sức khỏe con người và/hoặc gây tác động môi trường hay không, từ đó cần hành động trên quy mô toàn cầu hay không. Cuối cùng, nếu Ủy ban nhận thấy cần thiết phải có hành động toàn cầu thì họ sẽ lập bản đánh giá quản lý rủi ro theo phụ lục F nhằm phản ánh các đánh giá về kinh tế - xã hội song hành cùng việc nêu ra các biện pháp có thể có để kiểm soát chất đó. Dựa trên bản đánh giá này, Ủy ban ra quyết định khuyến nghị liệt kê bổ sung chất đó vào một hay nhiều phụ lục của Công ước. Ủy ban này đều tổ chức họp hàng năm ở Genève tính từ khi thành lập đến nay.

## Danh sách POP được liệt kê
Ban đầu có 12 chất được liệt kê, chia làm ba thể loại. Trong số này, hai chất gồm hexaclorobenzen và PCB được liệt kê ở cả hai thể loại là A và C.
| Phụ lục                                        | Tên                                                                         | Số đăng ký CAS | Trường hợp miễn trừ |
| ---------------------------------------------- | --------------------------------------------------------------------------- | -------------- | --- |
| A. Loại bỏ (Elimination)                       | Aldrin                                                                      | 309-00-2       | Sản xuất: không Sử dụng: làm chất diệt ký sinh trùng bám bên ngoài và thuốc trừ sâu ở địa phương |
| A. Loại bỏ                                     | Chlordane                                                                   | 57-74-9        | Sản xuất: bên ký kết phải đăng ký Sử dụng: làm chất diệt ký sinh trùng bám bên ngoài, thuốc trừ sâu, thuốc diệt mối (dùng trong nhà, đập nước và đường sá) ở địa phương và làm phụ gia cho keo dán gỗ |
| A. Loại bỏ                                     | Dieldrin                                                                    | 60-57-1        | Sản xuất: không Sử dụng: trong nghề nông |
| A. Loại bỏ                                     | Endrin                                                                      | 72-20-8        | Không |
| A. Loại bỏ                                     | Heptaclo                                                                    | 76-44-8        | Sản xuất: không Sử dụng: làm thuốc diệt mối (cả trong nhà và dưới lòng đất), để xử lý hữu cơ và dùng trong các hộp cáp ngầm                                                                           |
| A. Loại bỏ                                     | Hexaclobenzen                                                               | 118-74-1       | Sản xuất: bên ký kết phải đăng ký Sử dụng: làm chất trung gian hóa học và làm dung môi thuốc trừ sâu                                                                                                  |
| A. Loại bỏ                                     | Mirex                                                                       | 2385-85-5      | Sản xuất: bên ký kết phải đăng ký Sử dụng: làm thuốc diệt mối |
| A. Loại bỏ                                     | Toxaphene                                                                   | 8001-35-2      | Không |
| A. Loại bỏ                                     | Polychlorinated biphenyl (PCB)                                              | nhiều số       | Sản xuất: không Sử dụng: tuân thủ theo phần 2, phụ lục A |
| B. Hạn chế (Restriction)                       | DDT                                                                         | 50-29-3        | Dùng để kiểm soát sinh vật gây bệnh tuân thủ theo phần 2, phụ lục B Sản xuất và sử dụng làm chất trung gian trong sản xuất dicofol và các hợp chất khác                                               |
| C. Vô ý sản xuất ra (Unintentional Production) | Polychlorinated dibenzo-p-dioxin ("dioxin") và polychlorinated dibenzofuran | nhiều số       | |
| C. Vô ý sản xuất ra                            | Polychlorinated biphenyl (PCB)                                              | nhiều số       | |
| C. Vô ý sản xuất ra                            | Hexaclobenzen                                                               | 118-74-1       | |

Được bổ sung tại hội nghị lần thứ tư (tháng 5 năm 2009)các thay đổi này có hiệu lực từ 26 tháng 8 năm 2010, trừ các quốc gia đã nộp thông báo chiểu theo các điều khoản của đoạn 3(b), Điều 22.
| Phụ lục                          | Tên                                                                                      | Số đăng ký CAS | Trường hợp miễn trừ |
| -------------------------------- | ---------------------------------------------------------------------------------------- | -------------- | --- |
| A. Loại bỏ                       | alpha-hexacloxiclohexan                                                                  | 319-84-6       | Không |
| A. Loại bỏ                       | beta-hexacloxiclohexan                                                                   | 319-85-7       | Không |
| A. Loại bỏ                       | Chlordecone                                                                              | 143-50-0       | Không |
| A. Loại bỏ                       | Hexabromobiphenyl                                                                        | 36355-01-8     | Không |
| A. Loại bỏ                       | Hexabromodiphenyl ete và heptabromodiphenyl ete                                          | nhiều số       | Sản xuất: không Sử dụng: tái chế và tái sử dụng các vật phẩm chứa các hợp chất này                                                                |
| A. Loại bỏ                       | Linđan (1,2,3,4,5,6-hexacloxiclohexan hay gamma-hexacloxiclohexan)                       | 58-89-9        | Sản xuất: không Sử dụng: dùng trong dược phẩm cho người nhằm kiểm soát chấy; dùng trong điều trị cái ghẻ nếu liệu pháp thứ nhất không có hiệu quả |
| A. Loại bỏ & C. Vô ý sản xuất ra | Pentachlorobenzen                                                                        | 608-93-5       | Không |
| A. Loại bỏ                       | Tetrabrômdiphenyl ete và pentabromodiphenyl ete                                          | nhiều số       | Sản xuất: không Sử dụng: tái chế và tái sử dụng các vật phẩm chứa các hợp chất này                                                                |
| B. Hạn chế                       | Axít perflooctansulfonic (PFOS), các muối của nó và perflooctansulfonyl fluoride (PFOSF) | nhiều số       | Sản xuất: chỉ trong các hoạt động được cho phép Sử dụng: nhiều mục đích, được quy định cụ thể trong phần 3, phụ lục B                             |

Được bổ sung tại hội nghị lần thứ sáu (tháng 4-5 năm 2013)các thay đổi này có hiệu lực từ 26 tháng 11 năm 2014, trừ các quốc gia đã nộp thông báo chiểu theo các điều khoản của đoạn 3(b), Điều 22.
| Phụ lục    | Tên                  | Số đăng ký CAS                                           | Trường hợp miễn trừ |
| ---------- | -------------------- | -------------------------------------------------------- | --- |
| A. Loại bỏ | Hexabrômxiclododecan | 25637-99-4 3194-55-6 134237-50-6 134237-51-7 134237-52-8 | Sản xuất: chỉ những bên ký kết được liệt kê tên trong sổ đăng ký, phù hợp với các điều khoản trong phần 7 của phụ lục này thì mới được sản xuất. Sử dụng: dùng cho expanded polystyrene (EPS) và extruded polystyrene (XPS) trong các công trình xây dựng, phù hợp với các điều khoản trong phần 7 của phụ lục này. |

## Các chất mới được đề nghị bổ sung vào các phụ lục A, B và C
POPRC-7 đã xem xét ba đề xuất về việc bổ sung chất mới vào các phụ lục A, B và C của Công ước. Đó là các chất: naphtalen (CN), hexaclobutađien (HCBD) và pentaclophenol (PCP), cùng với các hợp chất muối và este của nó. Lời đề xuất này là giai đoạn đầu tiên trong quy trình đánh giá một chất của POPRC, đòi hỏi POPRC phải đánh giá xem liệu chất đề đề xuất có thỏa các tiêu chí trong phụ lục D của Công ước hay không.
POPRC-8 đề xuất bổ sung hexabrômxiclododecan vào phụ lục A kèm các trường hợp miễn trừ được quy định cụ thể cho sản xuất và sử dụng EPS và XPS trong công trình xây dựng. Lời đề xuất này đã được hội nghị lần thứ sáu (28 tháng 4 - 10 tháng 5 năm 2013) thông qua.

## Tranh cãi
Có một số chỉ trích đối với Công ước này, rằng Công ước phải chịu trách nhiệm cho việc làm tiếp diễn các ca tử vong do sốt rét gây ra. Tuy nhiên trong thực tế, Công ước đã quy định cụ thể là cho phép dùng chất DDT để kiểm soát muỗi (trung gian truyền bệnh sốt rét) vì mục tiêu sức khỏe cộng đồng. Từ giác độ các quốc gia đang phát triển, việc thiếu dữ liệu và thông tin về nguồn gốc, sự thải cũng như các mức độ ảnh hưởng tới môi trường của các chất ô nhiễm hữu cơ khó phân hủy chính là các nguyên nhân gây vướng mắc các cuộc đàm phán, từ đây cho thấy nhu cầu lớn về nghiên cứu.

## Các công ước và cuộc đàm phán có liên quan đến vấn đề ô nhiễm môi trường
- Công ước Rotterdam về quy trình cho phép có báo trước đối với các hóa chất độc hại và thuốc trừ sâu trong thương mại quốc tế (Rotterdam Convention on the Prior Informed Consent Procedure for Certain Hazardous Chemicals and Pesticides in International Trade)
- Công ước về ô nhiễm không khí xuyên biên giới tầm xa (Convention on Long-Range Transboundary Air Pollution - CLRTAP)
- Công ước Basel về kiểm soát vận chuyển xuyên biên giới đối với các chất thải độc hại và việc thải bỏ chúng (Basel Convention on the Control of Transboundary Movements of Hazardous Wastes and their Disposal)

### Các cuộc đàm phán
- Đàm phán liên chính phủ về văn kiện ràng buộc mang tính pháp lý đối với thủy ngân (Intergovernmental Negotiating Committee's work towards a Legally Binding Instrument on Mercury)
- Diễn đàn liên chính phủ về an toàn hóa học (Intergovernmental Forum on Chemical Safety - IFCS)
- Cách tiếp cận chiến lược đối với quản lý hóa chất ở tầm quốc tế (Strategic Approach to International Chemicals Management - SAICM)